# Adicella iuturna
Adicella iuturna is een schietmot uit de familie Leptoceridae. De soort komt voor in het Oriëntaals gebied.